# Wisconsin
Wisconsin er en delstat i USA. Statens hovedstad er Madison, mens Milwaukee er den største by. Delstaten havde i 2019 ca. 5,822 millioner indbyggere.
Wisconsin blev optaget som USA's 30. delstat den 29. maj 1848.

## Historie
I 1634 nåede den første europæiske opdagelsesrejsende, franskmanden Jean Nicolet, Wisconsin og gjorde landgang ved Red Banks, nær nutidens Green Bay, i sin søgen efter en vej til Orienten. Frankrig kontrollerede området, indtil det blev overgivet til Storbritannien i 1763.
Wisconsin var en del af Northwest-territoriet fra 1788 til 1800. Herefter var delstaten en del af Indianaterritoriet (1800-1809), Illinois-territoriet (1809-1818) og Michigan-territoriet (1818-1836). Bosættelserne begyndte, da to offentlige jordtildelingskontorer åbnede i 1834. Wisconsin-territoriet blev dannet den 2. juli 1836 og blev til USA's 30 delstat den 29. maj 1848.
Mange bynavne som Mineral Point stammer fra perioden i 1820'erne til 1840'erne, for Wisconsin var en vigtig minestat. Da traktater med indianerne åbnede for muligheden for bosættelse, ankom tusindvis af minearbejdere, mange af dem fra Cornwall, til de sydvestlige egne, og på dette tidspunkt stod Wisconsin for mere end halvdelen af USA's produktion af bly. I 1840'erne var blyforekomsterne udtømte, og en del minearbejdere drog videre vestover til Californien. Statens kælenavn Badger State (grævlingestaten) stammer fra mineperioden, hvor minearbejderne og deres familier ofte boede midlertidigt i minerne og derfor blev sammenlignet med grævlinge.
Mellem 1830 og 1860 ankom et stort antal indvandrere fra New England og New York og bragte viden om mælkelandbrug med sig.
Andre af disse indvandrere bosatte sig i byerne.
Endnu flere tyskere kom til området. De fleste blev landmænd. Skandinaver blev den tredjestørste etniske gruppe og ernærede sig som landbrugere og skovhuggere. Et stor dansk bosættelse i byen Racine udgjorde det eneste større bysamfund på det tidspunkt.

### Navnet
Navnet Wisconsin menes at komme fra fra det ojibwa-indianske ord Miskwasiniing, som betyder et sted med rød sten, som sandsynligvis var det, som Wisconsinfloden blev opkaldt efter, og som blev nedskrevet som Ouisconsin af franskmændene og ændret til dets nuværende form af englænderne.

## Politik
Historisk set var meget af delstatens politik domineret af koalitioner blandt de forskellige etniske grupper. Den største kontrovers i denne henseende var sprogloven Bennett Law, som i 1890 fik tyskerne til at give deres støtte til Demokraterne i stedet for Republikanerne.
Delstaten har støttet den demokratiske kandidat ved de sidste fem præsidentvalg, men der var tæt løb ved valgene i 2000 og 2004, hvor Wisconsin var målet for intensive reklamekampagner, grundet statens status som svingstat. Al Gore vandt delstaten marginalt i 2000 med et flertal på 5.700 stemmer, og John Kerry vandt i 2004 med bare 14.000 flere stemmer. Republikanerne står stærkest i forstæderne og i Fox Valley, mens Demokraterne er stærkest i de store byer. De fleste mindre byer og landområderne har ikke nogen klar partipolitisk præference.
Wisconsins delstats politik bliver domineret af Demokraterne og Republikanerne. Guvernøren er demokraten Tony Evers. Mens Republikanerne har flertal i parlamentet.
Wisconsins hovedstad er Madison.

## Geografi
Delstaten grænser til Montreal-floden; Lake Superior og Michigan mod nord, til Lake Michigan mod øst, til Illinois mod syd og til Iowa og Minnesota mod vest. Delstatens grænser udgøres bl.a. af Mississippi-floden og St. Croix-floden i vest og Menominee-floden i nordøst. Med dens beliggenhed mellem Great Lakes og Mississippi-floden har Wisconsin en varieret geografi.
Delstaten består af fem distinkte regioner. I nord findes Lake Superior Lowland, et bælte langs Lake Superior. Lige syd herfor ligger Northern Highland som er dækket af skov og tusinder af søer. I den centrale del af delstaten ligger Central Plain, som har sandstensformationer og landbrugsland. I regionen Eastern Ridges and Lowlands mod sydøst ligger mange af delstatens største byer. Mod sydøst ligger Western Upland, et landskab med blandet skov og landbrugsland.

### Klima
Wisconsins klima er velegnet til kornavl med våde perioder om foråret og sommeren, hvor to tredjedele af den årlige nedbør falder. Delstaten er også kendt for sine kolde og snefulde vintre. Den højeste temperatur, der er målt i Wisconsin, 45,6 °C, blev målt i 1936. Den laveste temperatur blev målt i 1995 og var -48,3 °C.

## Byer
Mere end 68% af indbyggerne i Wisconsin bor i byområder. Milwaukee er lidt større end Boston og udgør begyndelsen af en række af byer, som strækker sig ned langs den vestlige bred af Lake Michigan til Stor-Chicago og videre ind i det nordvestlige Indiana. Milwaukee er også den 22. største by i USA. Madisons status som hovedstad og collegeby giver byen et kulturelt islæt, der er usædvanlig for en by af den størrelse.
Byer i Wisconsin med et befolkningstal på 50.000 eller mere var i 2005:
- Milwaukee (578.887) (1.709.926 med forstæder) – delstatens største by
- Madison (221.551) (588.885 med forstæder) – delstatshovedstaden
- Green Bay (101.203) (295.473 med forstæder)
- Kenosha (95.240)
- Racine (85.855)
- Appleton (70.217) (213.102 med forstæder)
- Waukesha (67.658)
- Oshkosh (63.485) (159.008 med forstæder)
- Eau Claire (62,570) (148.337 med forstæder)
- Janesville (61.962) (154.794 med forstæder)
- West Allis (58.798)
- Sheboygan (50.792)
- La Crosse (50.287) (128.592 med forstæder)

## Økonomi
I 2004 var Wisconsins bruttodelstatsprodukt 211,7 mia. USD, og den gennemsnitlige personlige indkomst 32.157 USD.
Wisconsins økonomi drives af fremstilling, landbrug og hospitalssektoren. Selv om fremstillingssektoren udgør den største del af delstatens indkomst, så anses Wisconsin ofte som en landbrugsstat. Wisconsin producerer flere mælkeprodukter end nogen anden delstat i USA undtagen Californien og er førende i USA inden for ostefremstilling. Wisconsin er nummer to i USA efter Californien, hvad angår mælke- og smørproduktion og er nummer tre efter Idaho og Vermont mht. produceret mælk per indbygger. Wisconsin er den førende delstat inden for fremstilling af majs til ensilage, tranebær, ginseng og grønne bønner. Wisconsin er også fremtrædende med hensyn til avl af havre, kartofler, gulerødder, kirsebær og ahornsirup.
Turisme er også et vigtigt erhverv i delstaten.

## Demografi
Delstaten har altid været etnisk heterogen. Et stort antal tyskere ankom mellem 1850 og 1900, især til Milwaukee, men også til byer og landområder i sydøst. Nordmænd bosatte sig i skov- og landbrugsområderne i nordvest. Også mindre grupper af belgiere, schweizere og finner bosatte sig.
I 2006 havde Wisconsin et anslået befolkningstal på 5.556.506, hvilket var en stigning på 3,6 % siden 2000. I 2004 var der 229.800 personer i staten, der var født i udlandet (4,2 % af befolkningen) og et anslået tal på 41.000 ulovlige immigranter – 18 % af udlændingene.
De fem største ophavsgrupper i Wisconsin er: tysk-amerikanere (42,6 %), irsk-amerikanere (10,9 %), polsk-amerikanere (9,3 %), norsk-amerikanere (8,5 %) samt britisk-amerikanere (6,5 %).

### Religion
De religiøse tilhørsforhold i Wisconsin er:
- Kristne – 85 %
  - Protestanter – 55 % (lutheranere–23 %, metodister–7 %, baptister–6 %, presbyterianere–2 %, United Church of Christ–2 %, andre protestanter –15 %)
  - Katolikker – 29 %
  - Andre kristne – 1 %
- Andre religioner – 1 %
- Ikke-religiøse – 14 %